# Ligne B du BHNS de Clermont-Ferrand
Pour les articles homonymes, voir Ligne B.
La ligne B du réseau des T2C est une ligne de bus à haut niveau de service du réseau de transports en commun de Clermont-Ferrand, dont l'exploitation commerciale est confiée à l'établissement public à caractère industriel et commercial T2C (EPIC T2C).
Elle relie la place Allard, à Royat, au stade Marcel-Michelin à Clermont-Ferrand en passant par Chamalières, la place de Jaude et la gare de Clermont-Ferrand. Il s'agit du deuxième axe de transport en commun de l'agglomération (Est – Ouest), après la ligne A du tramway (Nord – Sud).

## Historique

### Le projet Léo 2000 et la courte expérience des Civis
La ligne 14 a été retenue pour expérimenter un système de transport routier entre le tramway et le bus. En 2000, des aménagements ont été créés en site propre sur la rue Blatin, le boulevard Desaix et l'avenue Carnot. Les arrêts sont réaménagés et le guidage optique est mis au point avec les véhicules affectés à la ligne : 6 Irisbus Civis, complétés par des Renault Agora L. En janvier 2001, ces véhicules effectuent le parcours de la place Allard à la gare SNCF. En mars 2003, la ligne est prolongée jusqu'à la place du 1er-Mai. En parallèle, l'offre bus de Royat a progressé, avec l'augmentation de l'offre sur la ligne 16 (qui effectuait le trajet des Vergnes à Royat Pépinière via la place Allard).
Cependant, les Civis sont jugés peu fiables, avec de nombreuses pannes. Le dernier Civis a circulé fin 2004[réf. nécessaire]. Les six véhicules sont remplacés par autant d'Agora L.

### Le temps de la ligne B en Agora L

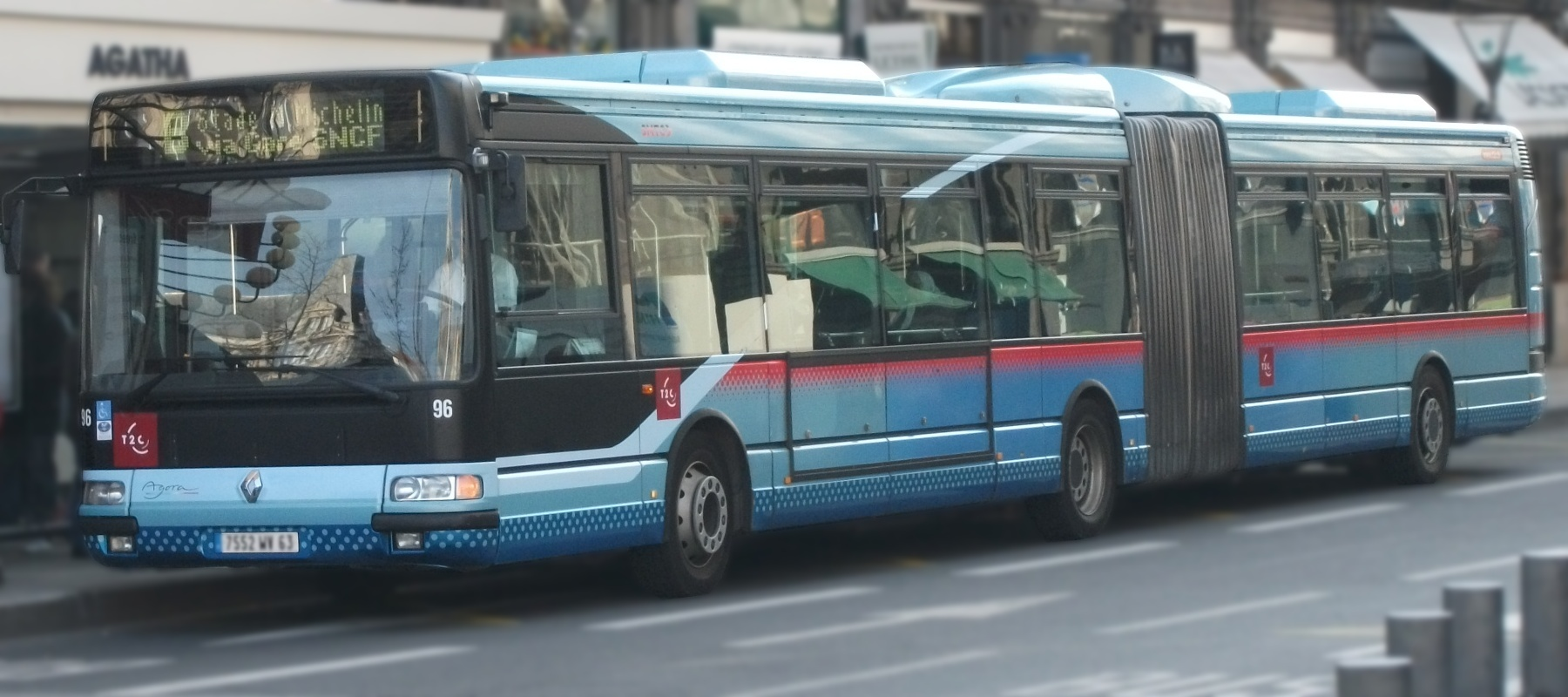
Un Agora L sur la ligne B, à l'arrêt Jaude, en mars 2011.

En 2006, à la suite de la mise en service du tramway, le réseau de bus est restructuré. La ligne 14 devient la ligne B, constituant alors un axe structurant du nouveau réseau.
Le Nouvel Hôpital d'Estaing est livré en 2010 et la ligne B abandonne son terminus du 1er mai en desservant l'hôpital à l'arrêt CHU Estaing et le stade Marcel-Michelin.

### Vers une ligne à haut niveau de service
En 2012, le SMTC décide l'achat de 14 nouveaux bus à haut niveau de service Créalis Néo pour la ligne B.
Des travaux préliminaires pour la transformation des stations, leurs réaménagements, l'installation de bornes d'information voyageur en temps réel et des distributeurs de titres aux stations les plus fréquentés sont effectués entre septembre et décembre 2012.
Le 8 décembre 2012, les 12 nouveaux bus de la ligne B sont mis en service à 16 h 30, la ligne devient officiellement une Ligne à Haut Niveau de Service (LHNS).

## Parcours

### Liste des Stations
|  |   |  | Station               | Communes         | Correspondances                                               | Lat/Long                    |
|  | - |  | --------------------- | ---------------- | ------------------------------------------------------------- | --------------------------- |
|  | O |  | Royat — Place Allard  | Royat            | 5 26 Navette Panoramique des Dômes                            | 45° 46′ 02″ N, 3° 03′ 23″ E |
|  | • |  | Thermes               | Chamalières      | 5                                                             | 45° 46′ 13″ N, 3° 03′ 31″ E |
|  | • |  | Avenue Thermale       | Chamalières      | 5                                                             | 45° 46′ 17″ N, 3° 03′ 36″ E |
|  | • |  | Garnaudes             | Chamalières      | 5                                                             | 45° 48′ 38″ N, 3° 06′ 26″ E |
|  | • |  | Europe                | Chamalières      | 5 13 10 Navette Panoramique des Dômes                         | 45° 46′ 30″ N, 3° 03′ 54″ E |
|  | • |  | Chamalières — Mairie  | Chamalières      | 13 10 C.vélo                                                  | 45° 46′ 33″ N, 3° 04′ 07″ E |
|  | • |  | Duclaux               | Chamalières      | 10                                                            | 45° 46′ 34″ N, 3° 04′ 20″ E |
|  | • |  | Alexandre Varenne     | Clermont-Ferrand | C 9 10 Navette Montjuzet                                      | 45° 46′ 36″ N, 3° 04′ 41″ E |
|  | • |  | Jaude                 | Clermont-Ferrand | tram A C 9 10 Navette Montjuzet C.vélo                        | 45° 46′ 37″ N, 3° 04′ 54″ E |
|  | • |  | Ballainvilliers       | Clermont-Ferrand | C 3 4 8 9 10 12 13 27 Bus De Nuit (BEN) C.vélo                | 45° 46′ 33″ N, 3° 05′ 13″ E |
|  | • |  | Delille Trudaine      | Clermont-Ferrand | tram A C 3 4 7 8 9 10 12 13 27 35 36 Bus De Nuit (BEN) C.vélo | 45° 46′ 47″ N, 3° 05′ 28″ E |
|  | • |  | Esplanade             | Clermont-Ferrand | C 3 4 7 8 9 10 13 27 35 36                                    | 45° 46′ 39″ N, 3° 05′ 43″ E |
|  | • |  | Gare SNCF             | Clermont-Ferrand | 3 4 8 28 35 36 C.vélo                                         | 45° 46′ 43″ N, 3° 06′ 01″ E |
|  | • |  | Deux Patriotes        | Clermont-Ferrand | 3 4 28 35 36                                                  | 45° 46′ 52″ N, 3° 06′ 16″ E |
|  | • |  | CHU Estaing           | Clermont-Ferrand | C.vélo                                                        | 45° 47′ 04″ N, 3° 06′ 33″ E |
|  | O |  | Stade Marcel Michelin | Clermont-Ferrand | tram A                                                        | 45° 47′ 12″ N, 3° 06′ 26″ E |

Depuis le 27 juin 2013, il est également possible d'utiliser le service de vélos en libre service C.vélo grâce à 4 stations disponibles le long de la ligne. Les stations Royat — Place Allard et Europe sont en correspondance avec la Navette Panoramique des Dômes.

### Desserte
La ligne dessert des grands équipements métropolitains comme le stade Marcel-Michelin, le pôle Santé République, le CHU Estaing, la Gare de Clermont-Ferrand, le quartier étudiant Blaise Pascal, le plateau commercial de Ballainvilliers, la place de Jaude, l'imprimerie de la Banque de France et le centre ville de Chamalières, le siège régional de France Télévisions, la place Allard et les thermes de Royat, ainsi que la gare de Royat - Chamalières.

## Matériel roulant
Les véhicules sont des Crealis Neo à trois portes. L'équipement comprend :
- une ambiance lumineuse soignée à bord des véhicules.
- une design et une identité forte propre à la ligne.
- des annonces vocales à intérieur pour la destination et le prochain arrêt.
- des annonces vocales à l'extérieur sur l'arrêt actuel, la destination, la ligne et le prochain arrêt diffusés directement sur la station.
- des écrans pour les correspondances aux pôles d'échanges et un schéma dynamique de la ligne.
- des sièges et emplacements réservés pour les PMR et UFR[6].

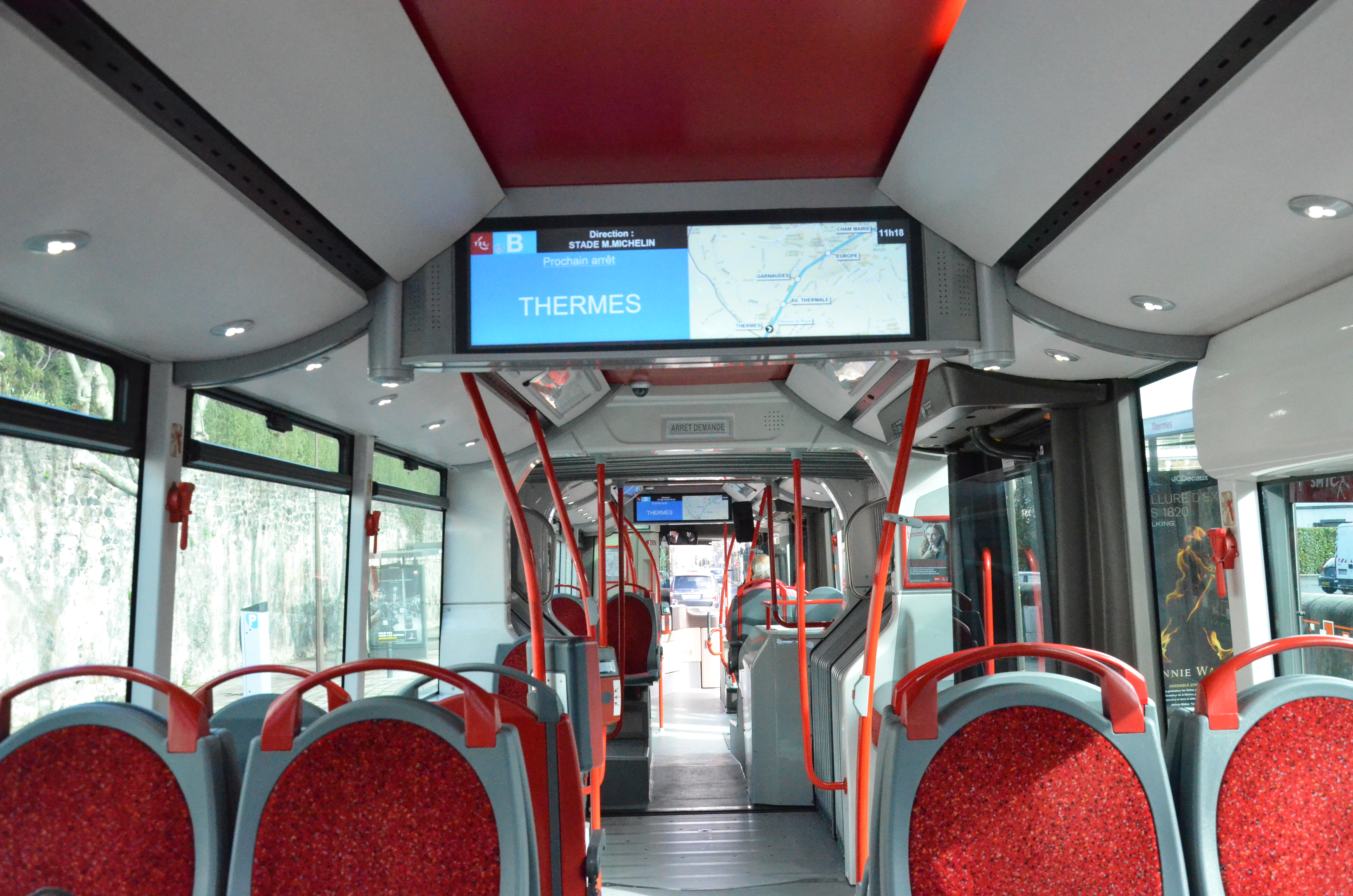
Intérieur
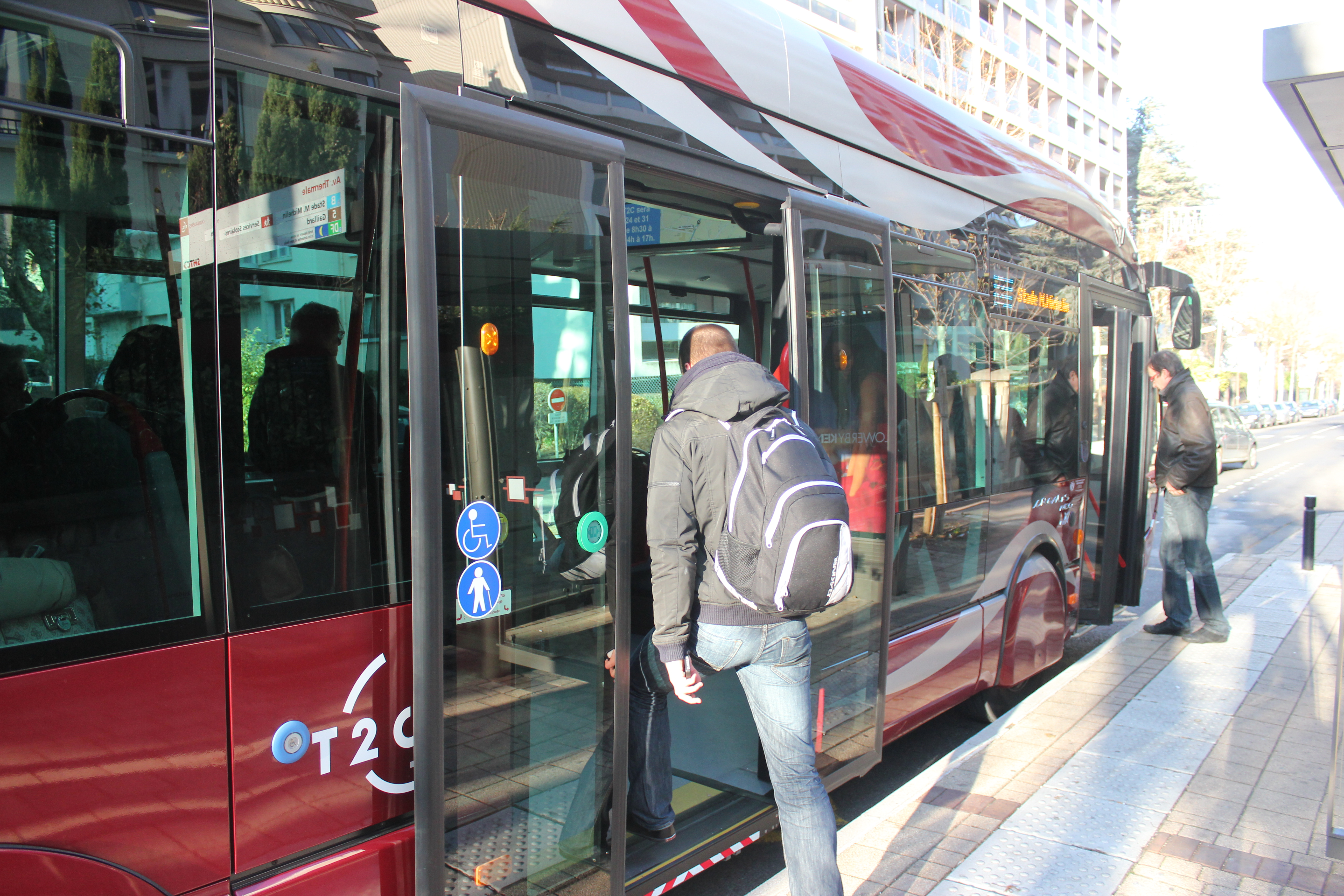
Créalis Néo en station

## Galerie photographique

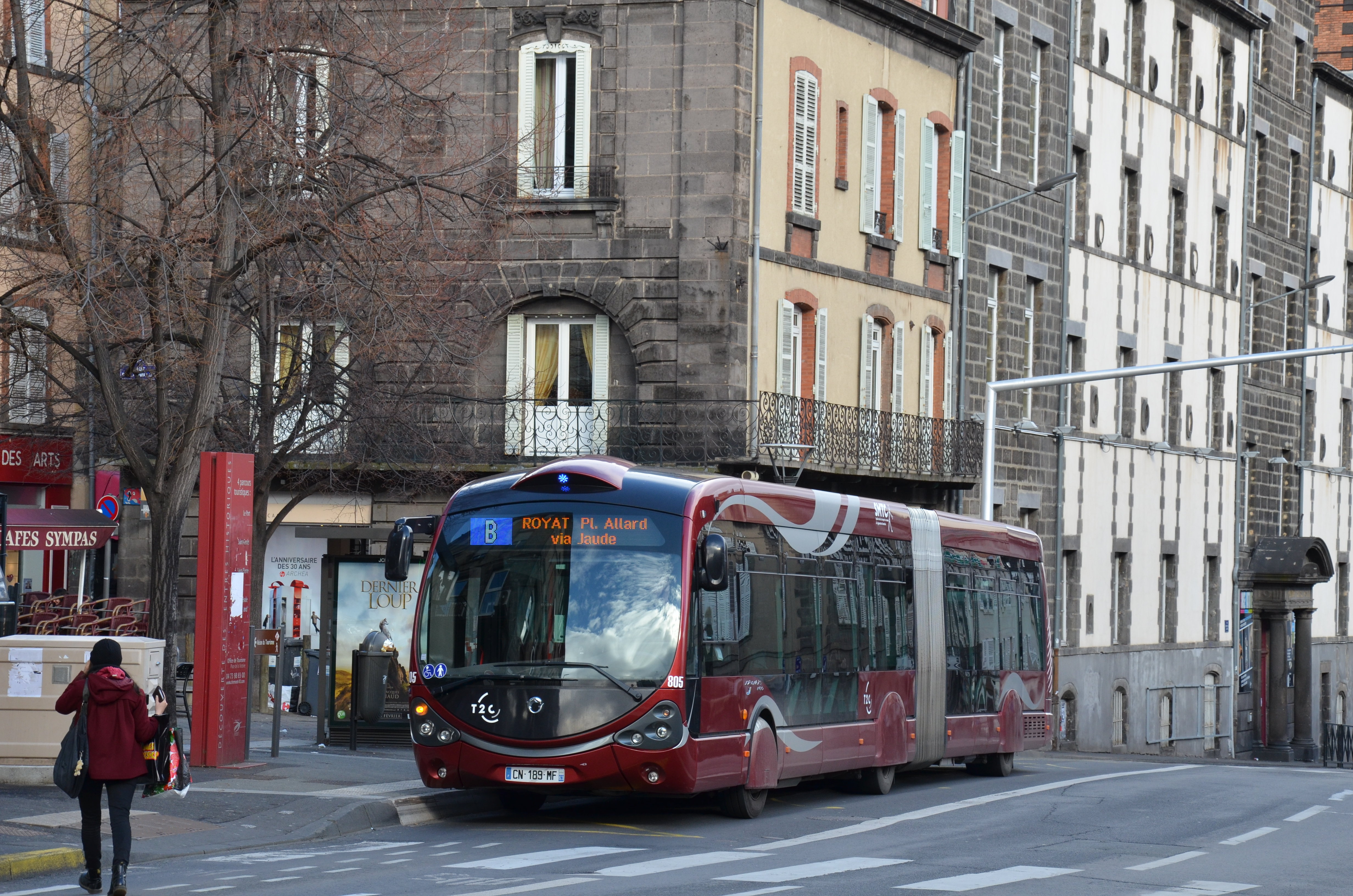
Crealis Neo 18 à l'arrêt Ballainvilliers
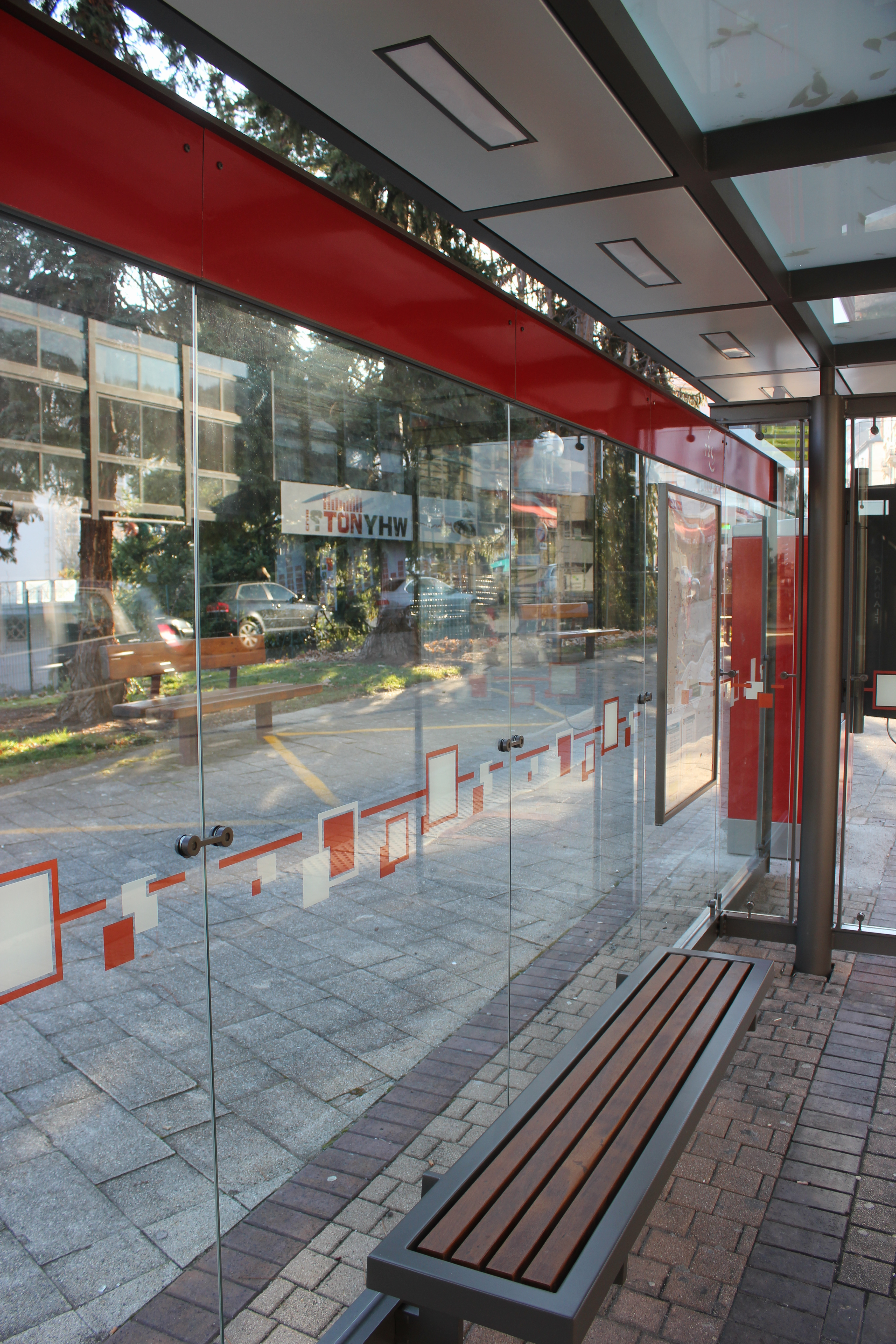
Aménagement de la station Royat Place Allard
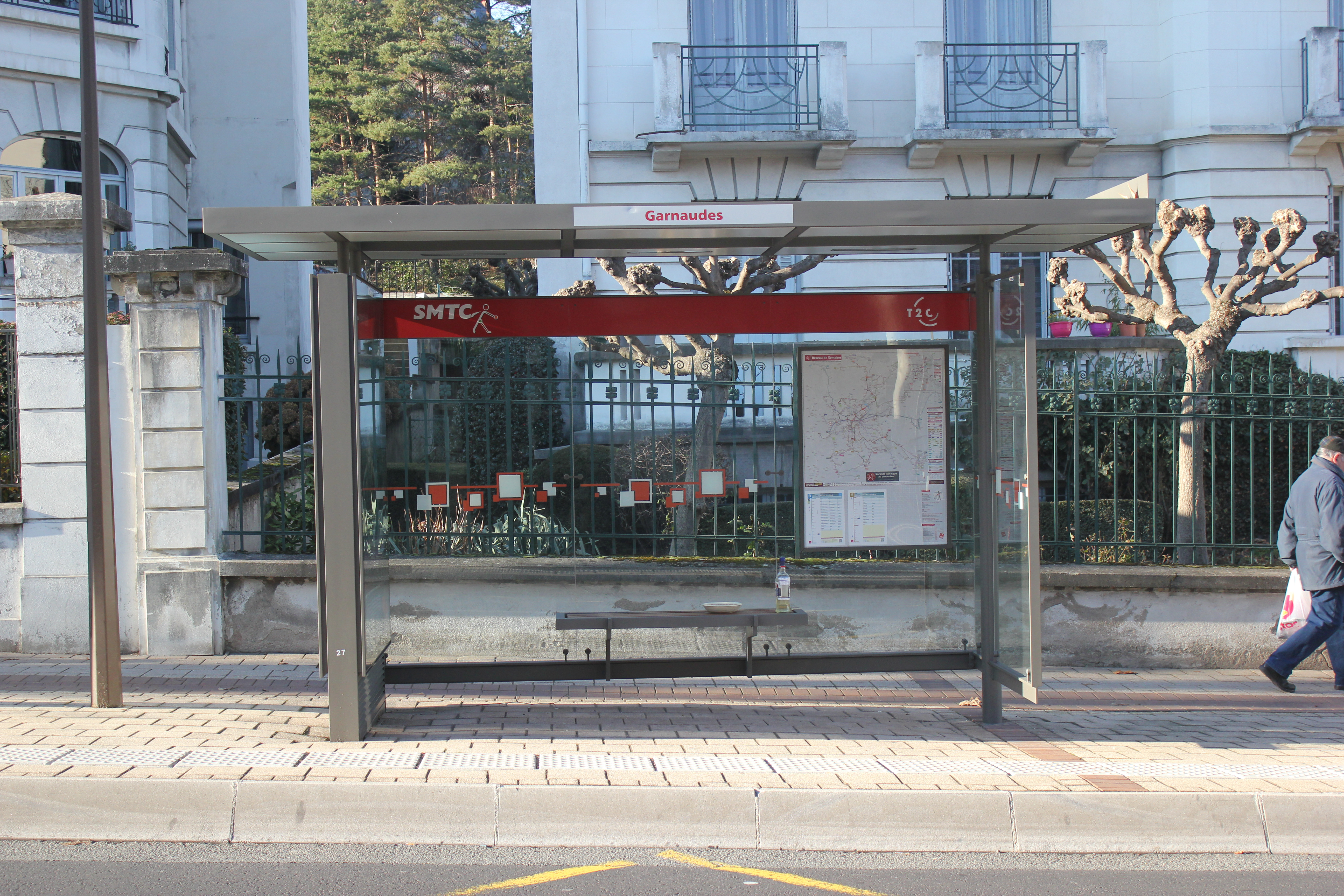
Station Garnaudes en direction de Royat

## Tarification
La tarification de la ligne est identique à celle en vigueur sur tout le reste du réseau T2C et est accessible avec les mêmes abonnements. Un ticket permet un trajet simple aller et/ou retour quelle que soit la distance avec une ou plusieurs correspondances possibles avec les autres lignes de bus et le tramway pendant 1 h 10.

## Projets
Un projet d'extension de la ligne sur la commune de Clermont-Ferrand du stade Marcel-Michelin au parking relais des Pistes ou au musée d'art Roger-Quilliot a été étudié  mais jamais mis en service.
La conversion de la ligne B en tramway a été étudiée mais sa réalisation n'est pas à l'ordre du jour et la décision pourrait être prise en 2018. 

### InspiRe
Il y aura un prolongement de la ligne à Aulnat et à l'aéroport ainsi qu'une augmentation de l'offre de service en 2026, avec le projet InspiRe.